# 국민대생활
《국민대생활》(国民大生活)은 2017년 방송되었던 중국의 드라마이다.

## 소개
- 베이징시 토박이와 상하이시 아가씨의 좌충우돌 러브 스토리

## 등장 인물
- 정카이 - 왕쑤왕 역
- 위안산산 - 리오루 역
- 주효천 - 춘위치우 역
- 소류가 (小劉佳) - 마쓰쓰 역
- 왕전군 - 리우신성 역
- 엄효빈 (严晓频) - 리우마 역
- 곽개민 (郭凯敏) - 리우바 역
- 왕천 (王茜) - 치징 역
- 낙위 (洛葳) - 자오옌 역
- 조효소 (赵晓苏) - 칭즈 역
- 포효 (鲍晓) - 구빈 역